# Wiesenmühle (Fulda)
Die Wiesenmühle (auch Weiß-Mühle und Weißmühle) ist eine der ältesten Mühlen an der Fulda und gilt als eine der ältesten noch erhaltenen Mühlenanlagen in Deutschland. Die Mühle, die westlich vom Zentrum der hessischen Stadt Fulda an einem Arm der Fulda steht, wurde 1337 erstmals erwähnt.
Heute beherbergt die Wiesenmühle, ein zweigeschossiger, schlichter, verputzter Fachwerkbau mit einem Risaliten, einen Hotelbetrieb mit Gastronomie und eigener Brauerei und im Sommer einem Biergarten. Außerdem befindet sich im Gebäude eines der größten noch in Betrieb befindlichen Mühlräder Europas, das den Gebäudekomplex mit Energie versorgt.

## Gebäude
Erstmals wurde die von dem Benediktinerkloster Fulda errichtete Mühle in einer Urkunde des Fürstabts Heinrich VI. von Hohenberg im Jahr 1337 erwähnt.

„moleno situ slagmule apud Wismule prope monasterium fuldensis“

Im Jahr 1367 wurde der fuldische Bürger Otto Müller von Abt Heinrich VII. von Kranlucken mit dem Betrieb der Mühle belehnt. Im 17. Jahrhundert wurde in den Chroniken von sechs Hochwassern berichtet. Am 6. Januar 1628 wurde das Erdgeschoss der Mühlengebäude durch ein Hochwasser überschwemmt und die Inneneinrichtung zerstört. Am 15. Januar 1643 wurden die Mühlen entlang der Fulda infolge der Schneeschmelze erneut überflutet. Im Jahr 1676 bestand der Gebäudekomplex laut einer überlieferten Güterbeschreibung aus einem massiven Wohnhaus mit dem Mahlwerk, vier unterschlächtigen Mahlgängen und einem Schneidegang, einer Schlag- und einer Walkmühle. Durch das gesamte Mühlengebäude bis zum Dachboden verliefen Antriebsriemen und Antriebswellen. Zum Anwesen gehörten landwirtschaftliche Flächen in der Fuldaaue, Krautbeete, Wiesen und Ställe. In der zweiten Hälfte des 18. Jahrhunderts wurde im Erdgeschoss ein Fischhaus eingerichtet, das zum Eigentum des Klosters gehörte. Die Weissmühle diente in dieser Zeit als Getreidemühle mit angeschlossenem landwirtschaftlichen Betrieb, Sägewerk, Ölmühle sowie Tuchwerk zur Herstellung von Lodenstoff.
Am 17. Oktober 1803 brannte die Mühle nach Entzündung von Fettresten vollständig ab. Die Mühle und die Wirtschaftsgebäude, die noch immer im Besitz des Klosters Fulda waren, wurden danach in ihrer heutigen Form wieder aufgebaut, wobei beim Innenausbau teilweise ältere und noch nutzbare Bauteile verwendet wurden. Bis Mitte des 19. Jahrhunderts wurde die Mühle von Lehnsleuten bewirtschaftet; danach ging sie in Privatbesitz über. Im Jahr 1894 wurde die Mühle für 53.000 Mark an den Pächter der Walkmühle, Wilhelm Rothaus, verkauft. Die letzten Müller waren Damian Mans ab 1921 und nach ihm seine Tochter Maria, in deren Besitz die Mühle 1953 kam. Im Jahr 1929 wurden die Mühlräder durch eine Turbinenanlage ersetzt, die die Mahlwerke antrieb.
Im Jahr 1960 wurde der Betrieb der Mühle eingestellt und das Anwesen drohte zu verfallen. Im Jahr 1980 kaufte die Stadt Fulda die Gebäude und das umliegende Gelände, um das historische Gebäude vor dem Abriss zu bewahren. 1985 musste eine Notsicherung des Gebäudes vorgenommen werden, wofür die Stadt 18.000 DM aufwendete. Im September 1988 legte eine private Betreibergesellschaft ein Konzept zur Erhaltung der Mühle und Nutzung als Gasthausbrauerei mit Hotelbetrieb, Restaurant, Tagungsräumen und Biergarten vor, und am 7. März 1990 nahm die renovierte Wiesenmühle mit der Brauerei und den Hotel- und Gastronomieeinrichtungen den Betrieb auf.

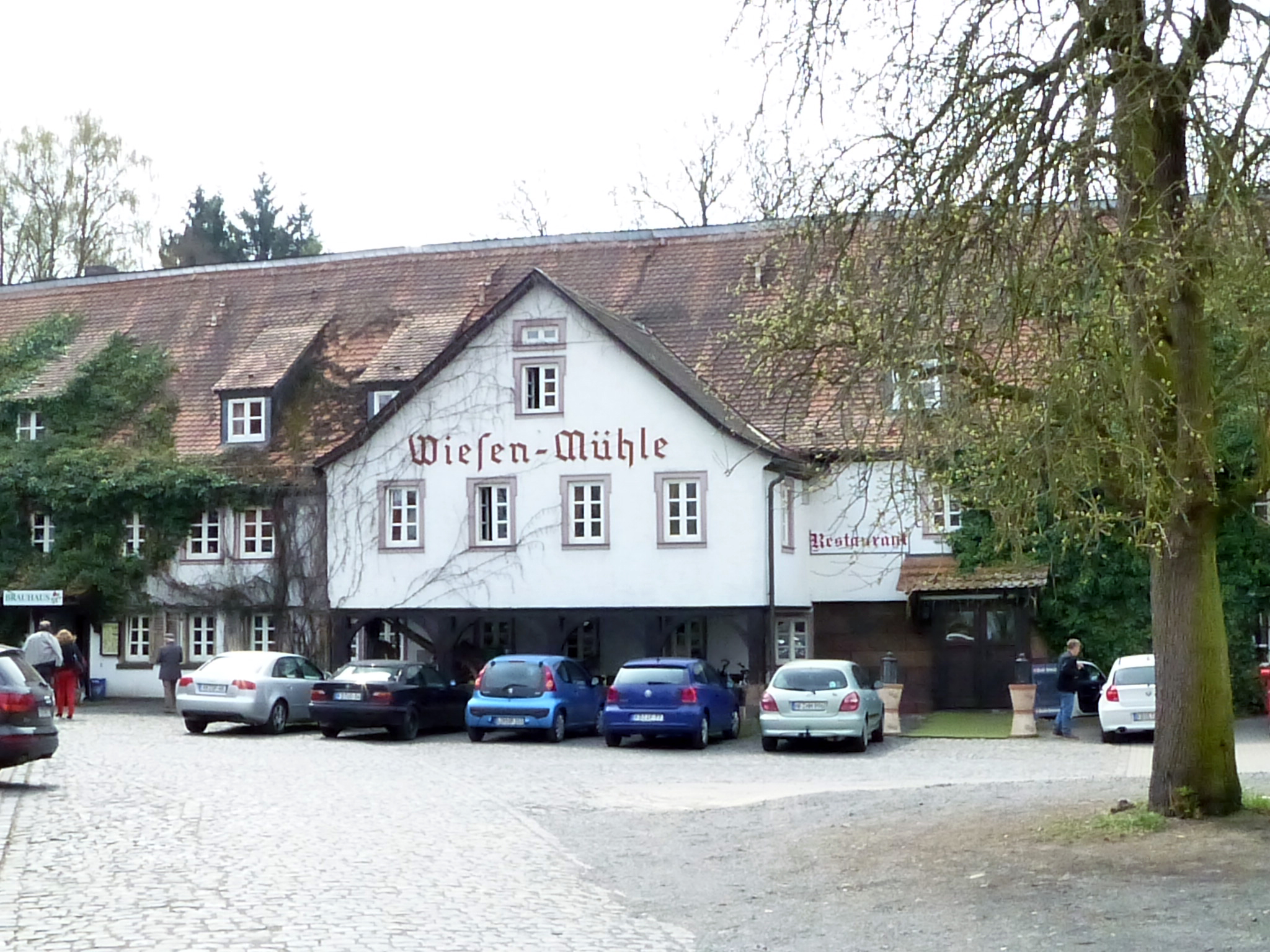
Wiesenmühle Fulda
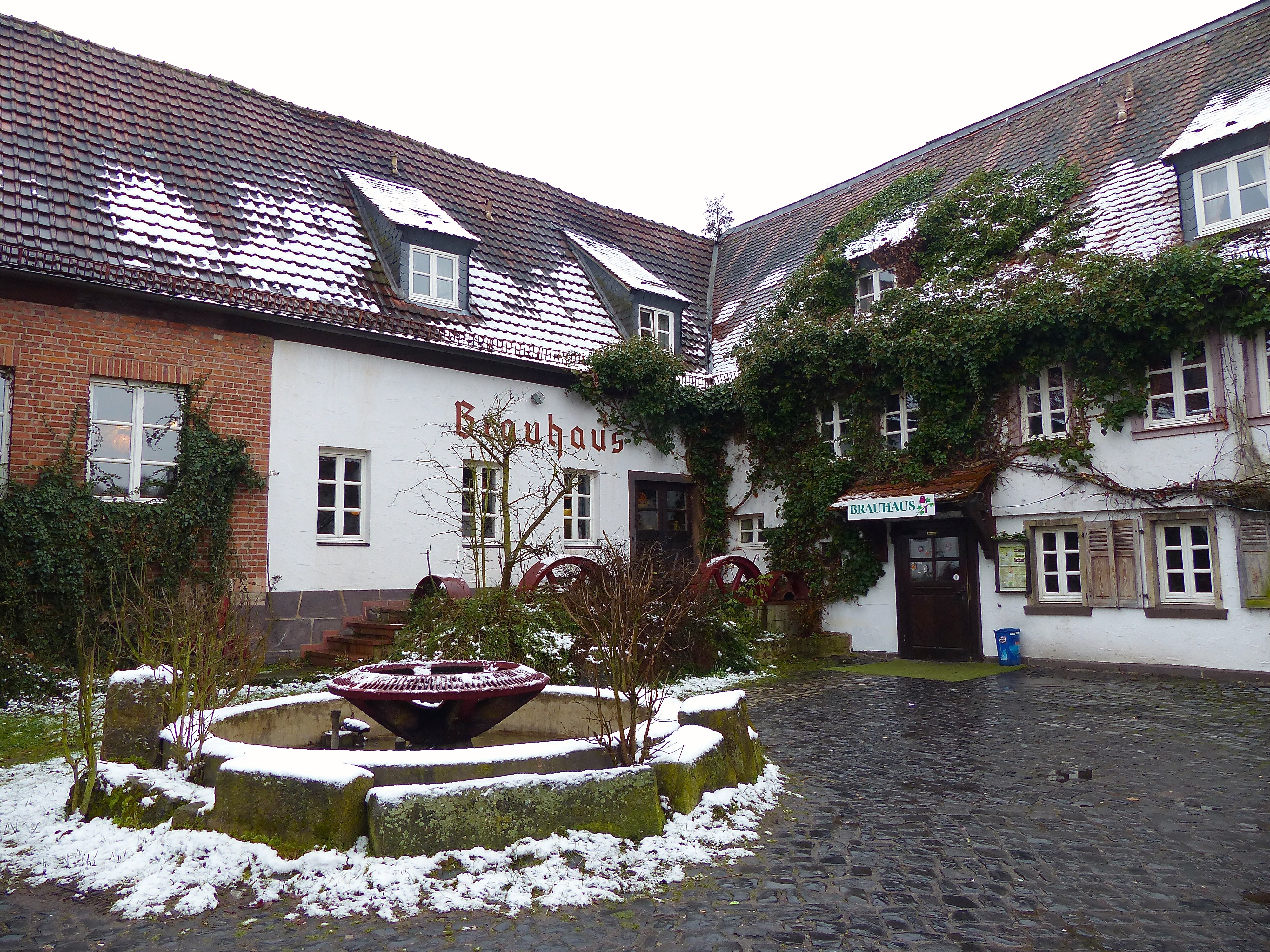
Eingang zur Brauerei mit dem Brunnen, der aus Teilen der ehemaligen Turbinenanlage besteht.
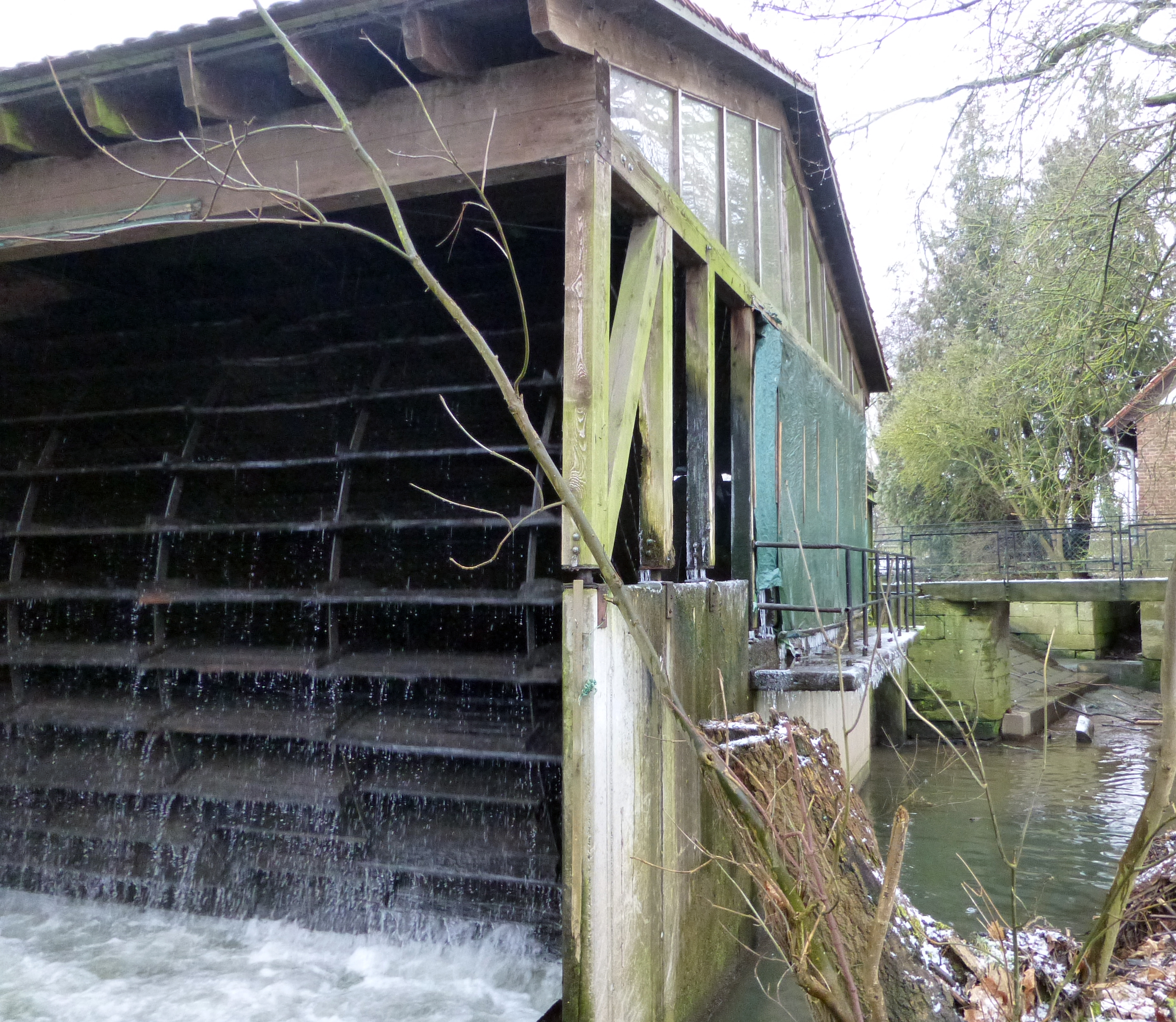
Mühlrad der Wiesenmühle
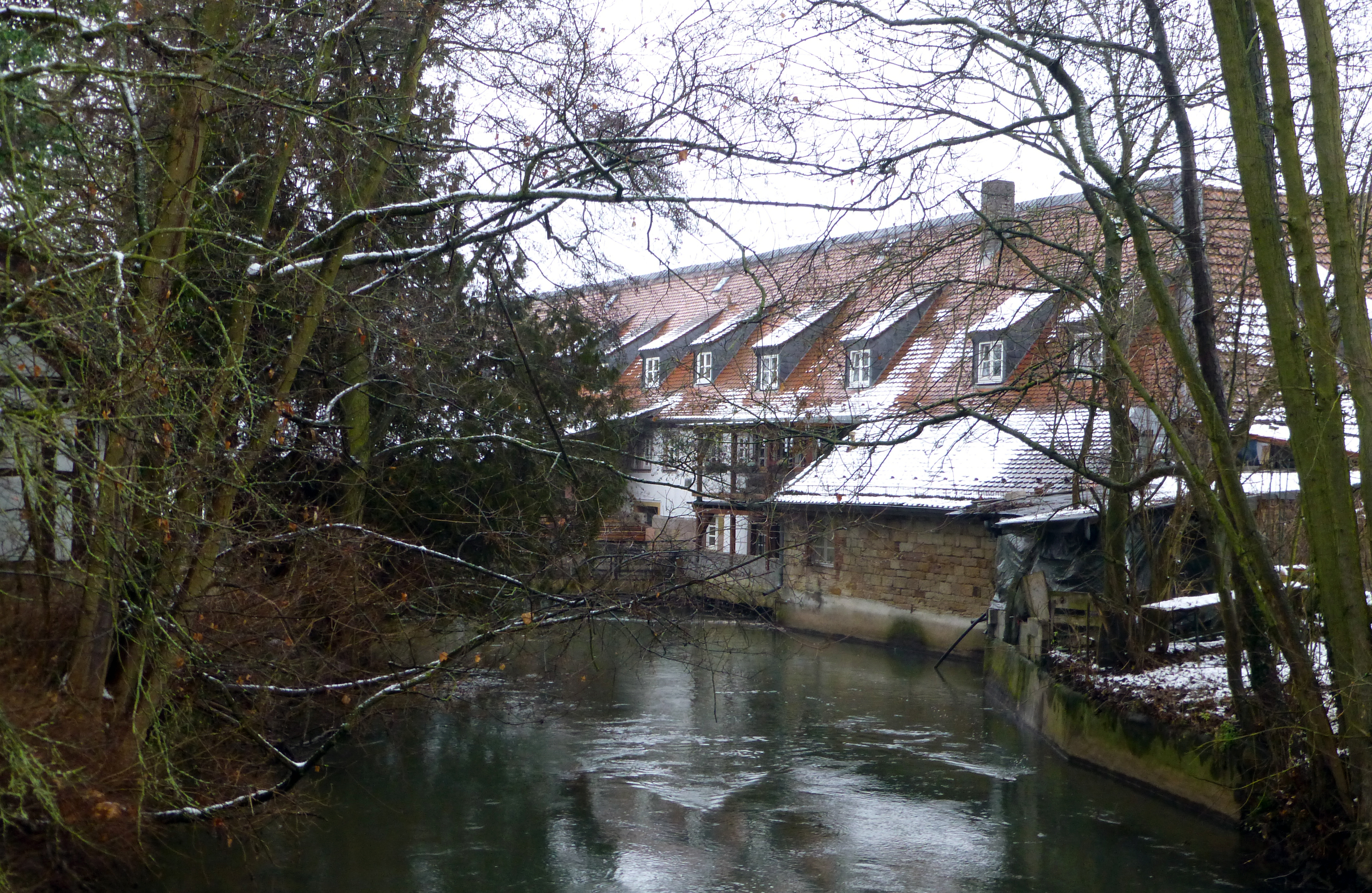
Wiesenmühle mit der Fulda

## Mühlrad
Das 1990 bei der Renovierung installierte unterschlächtige Mühlrad hat ein Gewicht von 55 Tonnen, ist 6,50 Meter breit und hat einen Durchmesser von 6,92 Metern. Es besteht aus 44 Schaufeln in der Bauart eines Zuppinger-Wasserrades. Zum Zeitpunkt seiner Errichtung war es das größte Wasserrad dieser Bauart in Europa. Das Mühlrad dreht sich bei normalem Wasserfluss 4,5 Mal pro Minute und versorgt über einen Generator den Gebäudekomplex mit einer Leistung von bis zu 85 Kilowatt mit Strom.

## Heutige Situation

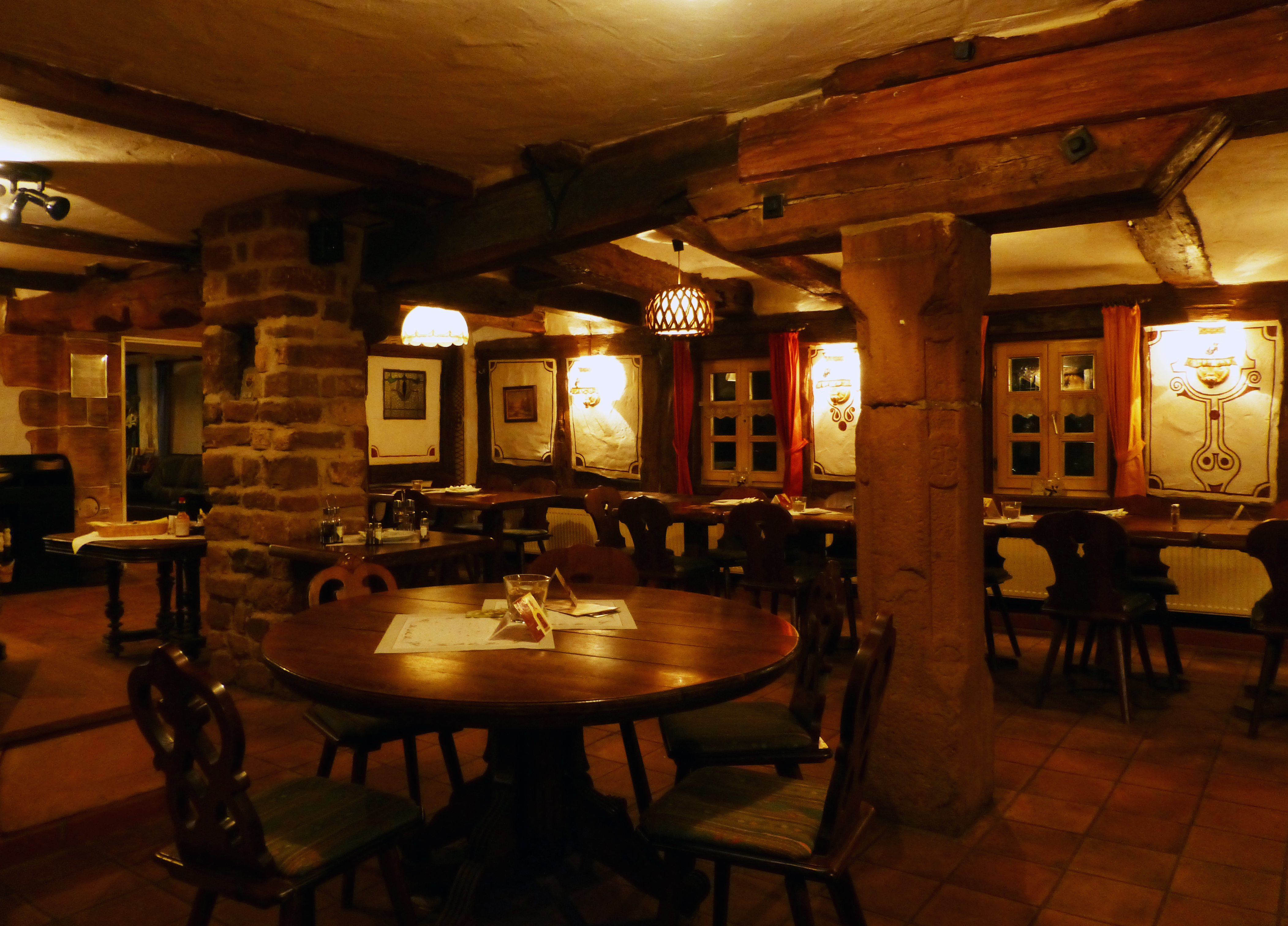
Gastraum der Wiesenmühle mit historischen Stütz- und Deckenbalken

Die Hausbrauerei wurde in den vergangenen Jahren mehrfach mit einer DLG-Goldmedaille für Gasthausbrauereien ausgezeichnet. Gebraut wird ganzjährig das Wiesenmühlenbier. Darüber hinaus werden verschiedene saisonale Biere, darunter verschiedene Bockbiere, Dunkelbier, Weizenbier, Pils und ein Imperial Pale Ale angeboten.
Im Inneren des Mühlengebäudes und in den Gasträumen sind zum Teil noch historische Balken und Steine mit Wasserstandsmarken erhalten. Heute wird die Wiesenmühle als ein Kulturdenkmal von bedeutendem geschichtlichem Wert eingestuft.
Die Wiesenmühle Fulda ist Mitglied im Hessischen Landesverein zur Erhaltung und Nutzung von Mühlen (HLM) e.V. und nimmt regelmäßig mit Veranstaltungen und Führungen zum Deutschen Mühlentag teil.